# Johannes A. H. Potratz
Johannes Albert Heinrich Potratz (* 18. November 1906 in Strasburg an der Drewenz, Westpreußen; † nach 1992) war ein deutscher Vorderasiatischer Archäologe und Prähistoriker.

## Leben
Potratz besuchte das Gymnasium in Danzig-Langfuhr, Tilsit und Köln-Ehrenfeld, wo er 1931 das Abitur machte. Ab dem Sommersemester 1931 studierte er altorientalische Geschichte und Sprachen sowie Indogermanistik an den Universitäten Tübingen, Köln und Leipzig. 1937 wurde er bei dem Prähistoriker Kurt Tackenberg in Leipzig promoviert. Für 1937/38 erhielt er das Reisestipendium des Archäologischen Instituts des Deutschen Reiches. 1937 bis 1939 war er wissenschaftlicher Assistent am Landesamt für Denkmalpflege in Berlin, 1939 bis 1946 am Niedersächsischen Landesmuseum Hannover. Im August 1943 stellte der inzwischen an die Universität Köln gewechselte Tackenberg einen Antrag auf Beurlaubung Potratzs vom Militärdienst, damit dieser seine Habilitationsschrift zu Ende führen könne, diese wurde jedoch nicht weiter verfolgt. Potratz war ab 1946 an der Universität Mainz tätig, wo er 1948 habilitiert wurde und bis 1949 als Privatdozent für Vorgeschichte Europas und Asiens lehrte, von 1949 bis 1954 war er Privatdozent an der Universität Frankfurt.
Er lebte in Mainz-Bretzenheim (1950), Wiesbaden (1954), Insel Wörth (1961) und Rudersberg-Necklinsberg, Rems-Murr-Kreis (1992).

## Veröffentlichungen (Auswahl)

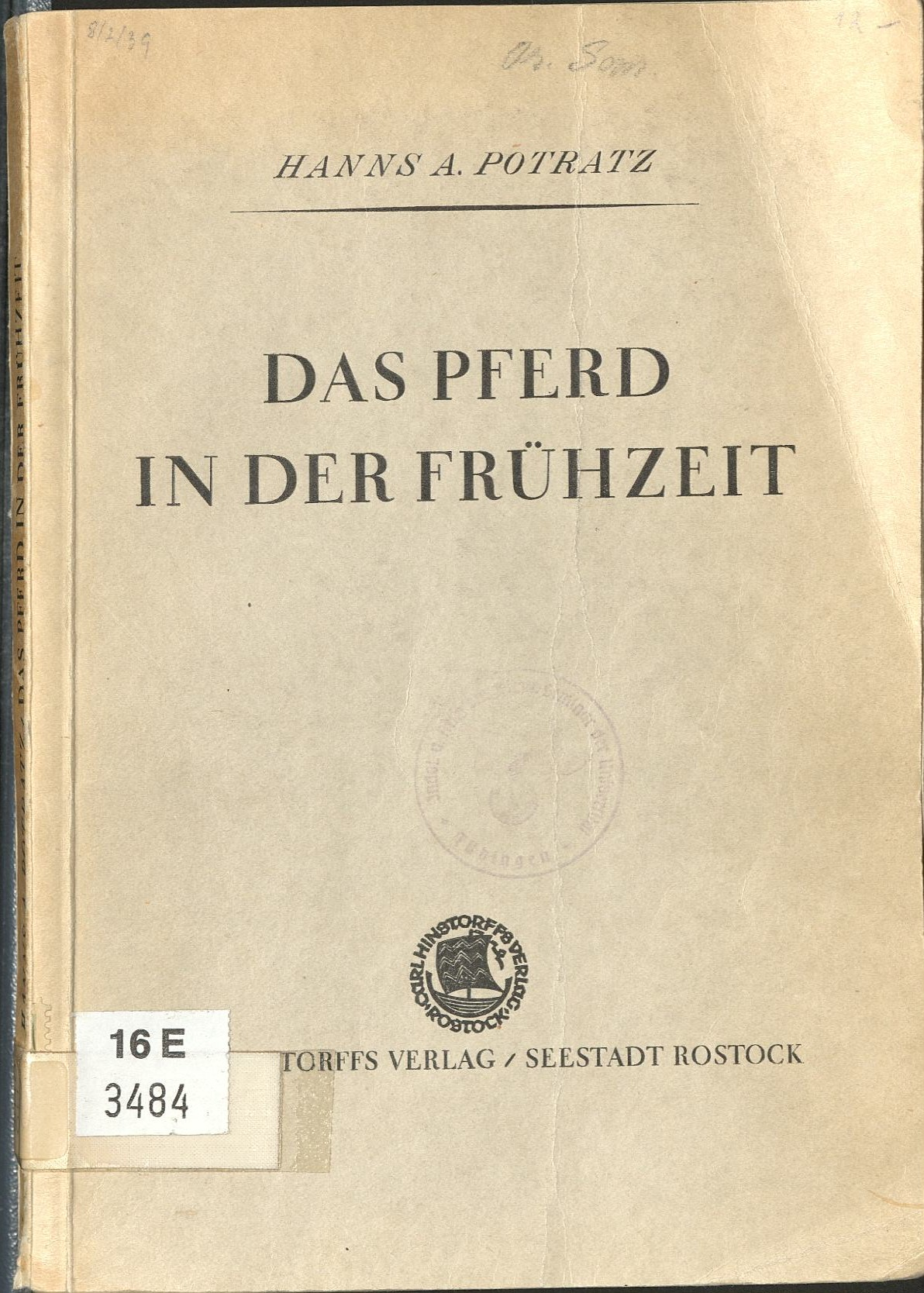
Das Pferd in der Frühzeit (1938)

- Der Pferdetext aus dem Keilschrift-Archiv von Bogazköy. Umschrift, Übersetzung und Erläuterungen. Dissertation Leipzig 1938 (= Abgabefassung der Dissertation; mit Lebenslauf). OCLC 252913393
- Das Pferd in der Frühzeit. Hinstorff, Rostock 1938 (= Druckfassung der Dissertation). OCLC 2193069
- Das Moorgewand von Reepsholt, Kreis Wittmund (Ostfriesland) (= Veröffentlichungen der Urgeschichtlichen Sammlungen des Landesmuseums zu Hannover Bd. 7). Lax, Hildesheim 1942. OCLC 5509029
- Das Landesmuseum zu Hannover in den Jahren 1940 und 1941. In: Nachrichtenblatt für deutsche Vorzeit Jg. 18, Heft 7–8, 1942, S. 145–150.
- Vorgeschichtliche Geräte. Eine kleine Formenfibel der vorgeschichtlichen Archäologie. Lux, Murnau 1957.
- Die Kunst des alten Orient. Babylonien und Assyrien, Alt-Syrien, Alt-Anatolien und das alte Persien (= Kröners Taschenausgabe Band 323). Kröner, Stuttgart 1961. OCLC 1683755
- Einführung in die Archäologie (= Kröners Taschenausgabe Band 344). Kröner, Stuttgart 1962. OCLC 250272060
- Die Skythen in Südrussland. Raggi, Basel 1963. OCLC 6700212
- Die Pferdetrensen des Alten Orient (= Analecta Orientalia 41). Pontificum Institutum Biblicum, Rom 1966. OCLC 3804830
- Luristanbronzen. Die einstmalige Sammlung Prof. Sarre, Berlin. Nederlands Historisch-Archaeologisch Instituut in Het Nabije Oosten, Istanbul 1968. OCLC 1015155
- Chronik der Gemeinde Althütte. Gemeinde Althütte, Althütte 1976.